# Орден рада
Орден рада (мкд. Орден на трудот; словен. Red dela) је био одликовање Социјалистичке Федеративне Републике Југославије у три степена, које се додељивало од 1945. до 1992. године.
Орден је установило Председништво Антифашистичког већа народног ослобођења Југославије (АВНОЈ) 1. маја 1945. године у три степена. Одлуком Президијума и Већа народа Народне скупштине Федеративне Народне Републике Југославије од 28. новембра 1947. године, поред Ордена установљена је и Медаља рада. Орден се додељивало — појединцима, организацијама удруженог рада, другим организацијама и јединицама оружаних снага СФРЈ које постигну нарочите успехе у привреди и за рад од посебног значаја за напредак земље у осталим друштвеним делатностима. Орден се носио на десној страни груди.
Законом о изменама и допунама Закона о одликовањима ФНР Југославије од 1. марта 1961. године извршена је измена назива Ордена, па је од тада имао следеће редове:
- Орден рада са црвеном заставом (раније Орден рада I реда) — 15 у важносном реду југословенских одликовања.
- Орден рада са златним венцем (раније Орден рада II реда) — 25 у важносном реду југословенских одликовања.
- Орден рада са сребрним венцем (раније Орден рада III реда) — 33 у важносном реду југословенских одликовања.

Додељивање Ордена рада почело је у јулу 1945. године. Од установљења до краја 31. децембра 1985. године, додељено је 7.096 Ордена рада са црвеном заставом (I реда), 36.000 Ордена рада са златним венцем (II реда), 182.910 Ордена рада са сребрним венцем (III реда) и 133.233 Медаље рада. До 1971. године, Орденом рада сва три реда одликовано је 1.546 омладинских радних бригада.
Аутор Ордена рада и Медаље рада био је југословенски вајар Антун Аугустинчић. Први степен одликовања, односно Орден рада са црвеном заставом, визуелно је другачији од друга два степена одликовања, која су идентичног облика, а разликује их само материјал израде.
Након распада СФР Југославије, 1992. године одликовање је престало да се додељује, а приликом доношења Закона о одликовањима СРЈ, 4. децембра 1998. године, по угледу на овај Орден установљен је нови Орден рада у једном степену. Нови орден, који се додељивао у Савезној Републици Југославији, а касније и Државној заједници Србије и Црне Горе. Био је другачијег изгледа.
| Изглед и траке одликовања      | Изглед и траке одликовања    | Изглед и траке одликовања     | Изглед и траке одликовања |
| Орден рада са црвеном заставом | Орден рада са златним венцем | Орден рада са сребрним венцем | Медаља рада               |
| ------------------------------ | ---------------------------- | ----------------------------- | ------------------------- |
| Изглед одликовања              |                              |                               |                           |
|                                |                              |                               |                           |
| Траке одликовања               |                              |                               |                           |
|                                |                              |                               |                           |